# Vaccinium oreites
Vaccinium oreites är en ljungväxtart som beskrevs av Herman Otto Sleumer. Vaccinium oreites ingår i Blåbärssläktet, och familjen ljungväxter. Inga underarter finns listade i Catalogue of Life.